# Aitor Buñuel
Aitor Buñuel Redrado (Tafalla, 10 febbraio 1998) è un calciatore spagnolo, difensore svincolato.

## Caratteristiche tecniche
È un terzino destro.

## Carriera

### Club
Cresciuto nelle giovanili dell'Osasuna, ha esordito il 16 maggio 2015 in un match pareggiato 1-1 contro il Real Valladolid.

## Statistiche

### Presenze e reti nei club
Statistiche aggiornate al 27 agosto 2017.
| Stagione        | Squadra         | Campionato      | Campionato | Campionato | Coppe nazionali | Coppe nazionali | Coppe nazionali | Coppe continentali | Coppe continentali | Coppe continentali | Altre coppe | Altre coppe | Altre coppe | Totale | Totale | Totale |
| Stagione        | Squadra         | Comp            | Pres       | Reti       | Comp            | Pres            | Reti            | Comp               | Pres               | Reti               | Comp        | Pres        | Reti        | Pres   | Reti   |        |
| --------------- | --------------- | --------------- | ---------- | ---------- | --------------- | --------------- | --------------- | ------------------ | ------------------ | ------------------ | ----------- | ----------- | ----------- | ------ | ------ | ------ |
| 2014-2015       | Osasuna         | SD              | 1          | 0          | CR              | 0               | 0               |                    | -                  | -                  |             | -           | -           | 1      | 0      |        |
| 2015-2016       | Osasuna         | SD              | 11         | 1          | CR              | 0               | 0               |                    | -                  | -                  |             | -           | -           | 11     | 1      |        |
| 2016-2017       | Osasuna         | PD              | 15         | 0          | CR              | 4               | 0               |                    | -                  | -                  |             | -           | -           | 19     | 0      |        |
| Totale carriera | Totale carriera | Totale carriera | 27         | 1          |                 | 4               | 0               |                    | -                  | -                  |             | -           | -           | 31     | 1      |        |

## Palmarès

### Club

#### Competizioni nazionali
- Segunda División: 1

Almería: 2021-2022